# Royaume de Morée
1688–1715
Entités précédentes :
- Morée ottomane

Entités suivantes :
- Morée ottomane

Lorsqu'en 1687 la république de Venise prend le Péloponnèse à l'Empire ottoman pendant la guerre de Morée (1684-1699), elle le constitue en royaume de Morée (Regno di Morea : nom sous lequel le Péloponnèse était connu jusqu'au XIXe siècle). Toutefois, c'est un royaume sans monarques, gouverné, comme les autres possessions vénitiennes d'outre mer, par un provéditeur général.
Ayant soustrait le Péloponnèse à la domination musulmane turque, les Vénitiens auraient pu s'attirer le soutien de la population locale majoritairement chrétienne orthodoxe, de langues grecque ou albanaise, mais, en tentant d'y imposer le catholicisme par la coercition et en augmentant les taxes, ils y suscitent des révoltes qui rendent la Morée économiquement déficitaire. Venise rend donc la Morée aux Ottomans en septembre 1715, ce qui est acté au traité de Passarowitz.

## Liste des treize provéditeurs généraux du royaume de Morée
- Giacomo Corner 1688–1690
- Tadeo Gradenigo 1690–1692
- Antonio Molin 1692–1693
- Marino Michiel 1694–1695
- Agostino Sagredo 1695–1697
- Paolo Nanni 1697
- Francesco Grimani	1698–1701
- Giacomo da Mosto 1701–1703
- Antonio Nanni 1703–1705
- Angelo Emo 1705–1711
- Marco Loredan	1711–1714
- Antonio Loredan 1714–1715
- Alessandro Bon 1715.

## Sources
1. ↑  Archives de l'État vénitien consultables par : .
2. ↑  (el) Apóstolos Vakalópoulos, « Πελοπόννησος: Η τελευταία περίοδος βενετικής κυριαρχίας (1685–1715) [Peloponnèse : la dernière période de domination vénitienne (1685–1715)] », dans Ιστορία του Ελληνικού Έθνους, Τόμος ΙΑ′: Ο ελληνισμός υπό ξένη κυριαρχία, 1669–1821 (« Histoire de la nation grecque : hellénisme sous domination étrangère 1669–1821 »), Athènes, Ekdotiki Athinon,‎ 1975, p. 206–209.